# Acronicta cinderella
Acronicta cinderella là một loài bướm đêm trong họ Noctuidae.